# Кремък
Кремъкът (диалектно кремен) е плътна, еднородна, седиментна скала, изградена основно от силициев диоксид, кварцов агломерат, близък по състав на халцедона. Обикновено кремъкът се явява като конкреционни, лещоподобни образувания във варовици, мергели или глинести скали. На цвят може да бъде сив, синкав, черен, или кафяв и често е стъкловиден. Той не е химически чиста кварцова разновидност. Голямото количество на примеси и фино-зърнестата му структура често го правят матов и почти непрозрачен. Кремъкът не е отделен минерал, а скала, въпреки външната му прилика с халцедона и обикновения опал, от които основно е изграден. Кремъците са метасоматити – образувани чрез постепенно заместване на варовика под действието на разтвори, носещи свързан силициев диоксид (разтворими силикати на алкалните метали).
Тъй като кремъчните конкреции са доста по-твърди от заобикалящата ги скала, те често се освобождават от нея вследствие на ерозията, и се натрупват в седиментни отложения, като например речен чакъл, или дори изложени на повърхността.
Поради високата си твърдост се цепи на тесни парчета с остри, режещи ръбове. Използва се още в каменната ера за изработка на сечива – предимно плоски стъргала за изстъргване мазнините при обработка на животински кожи, също остриета на ножове, брадви и копия. Отлюспването на кремък или подобни скали за остриета дава режещ ръб, остър като бръснач, непостижимо с друга примитивна технология. Използвал се в комплект за палене на огън, в който влизат парче сцепен кремък, огниво – железен предмет с овална форма с дължина колкото стиснатите пръсти на ръка (тур. чакмак) и прахан, като всичките се носят обикновено в малка кожена торбичка (пунгия). Кремъкът се е използвал и за изработка на дикани (от турски: diken, шип). Използването на кремък показва, че и примитивна технология, обикновено отнасяна към каменния век, е използвана дълго време след това.